# Narrowband IoT
Narrowband Internet of Things (NB-IoT) è uno standard di tecnologia radio LPWAN (Low Power Wide Area Network) sviluppato da 3GPP per consentire la comunicazione per un'ampia gamma di dispositivi e servizi cellulari, le cui specifiche sono state congelate in 3GPP Release 13 (LTE Advanced Pro), nel giugno 2016.
Altre tecnologie IoT 3GPP includono eMTC (enhanced Machine-Type Communication) e EC-GSM-IoT.

## Utilizzo e caratteristiche
NB-IoT è destinato principalmente su una copertura interna a basso costo e lunga durata della batteria in situazioni ad alta densità di connessione per aree di copertura estese, inoltre utilizza un sottoinsieme dello standard LTE, ma limita la larghezza di banda a una singola banda stretta di 200 kHz ed utilizza la modulazione OFDM per la comunicazione in scaricamento dati e SC-FDMA per le comunicazioni in invio dati.